# Claudio Gabis
Claudio Gabis (ciudad de Buenos Aires, Argentina, 18 de marzo de 1949) es un guitarrista, compositor y pedagogo, reconocido como uno de los fundadores del movimiento de rock de Argentina y pionero del blues en ese país. Entre sus contribuciones se incluyen las que realizó con el trío Manal -primer conjunto en componer blues en castellano-, considerado junto a Almendra y Los Gatos, uno de los tres grupos fundacionales del rock argentino.
Una de sus primeras contribuciones fue la grabación del tema "Diana Divaga" para el primer sencillo de la formación original de Los Abuelos de la Nada. Colaboró en el primer disco de Billy Bond y La Pesada del Rock and Roll, y en 1972, cuando este proyecto adoptó una formación estable, pasó a integrar la misma junto al guitarrista Kubero Díaz (ex-La Cofradía de la Flor Solar), Alejandro Medina en bajo y voz, Jorge Pinchevsky en violín, Isa Portugheis y Jimmy Márquez en batería y Billy Bond en voces y producción. Con esta formación, la banda grabó tres volúmenes más, además de álbumes solistas de cada uno de ellos y varios con artistas que luego serían reconocidos músicos del ambiente. Entre ellos, acompañaron el debut de Raúl Porchetto con Cristo Rock y Vida, el primero del dúo Sui Generis. Gabis también ha colaborado con artistas argentinos, brasileños y españoles, desarrollando además actividades docentes en el campo de la música moderna.
De acuerdo a un listado confeccionado por la publicación Rolling Stone de Argentina, Gabis es uno de los cinco mejores guitarristas argentinos en su especialidad.
En mayo de 2015 fue galardonado con el Premio Konex de la Música Popular, en la categoría "Instrumentista".

## Biografía

### Inicios
Claudio Gabis nació el 18 de marzo de 1949 en el barrio de Villa Crespo, vivió un tiempo en Parque Centenario, pero pasó su adolescencia en Caballito. Asistió a la escuela primaria Lange Lei, pero enseguida se cambió al Colegio Francisco De Vitoria de Villa Crespo, para después terminar en el Antonio Schettino en Caballito. 
Cursó el Bachillerato en el Colegio Nacional Buenos Aires. 
Aproximadamente a los 12 o 13 años comenzó a interesarse por la música de rock and roll de artistas como Brian Hyland, Johnny Tillotson, Bobby Darin, Trini López y Ray Charles. A los cuatro años de edad tomó clases de piano durante un par de meses, pero al enfrentarse al estudio del solfeo, las dejó, aunque siguió tocándolo en su casa ocasionalmente. Ya adolescente, comenzó a escuchar el programa radial "Antología de la Música Negra" de Néstor Ortiz Oderigo, donde conoció las diferentes variantes del jazz y blues.
Para 1964 ya conocía bien a los nuevos grupos de rock populares de los años 60 como The Beatles y The Rolling Stones, además de estar familiarizado con el folk, el blues y la música tradicional estadounidense por ser socio de la Biblioteca Lincoln (dependiente de la Embajada de Estados Unidos), donde tomaba en préstamo discos y libros sobre esos géneros musicales. En el verano de 1965 conoció a unos chicos con quienes intercambio ideas musicales y formó un primitivo conjunto musical, donde Gabis tocaba el piano.
Compró su primer guitarra, una Supertone de industria argentina, el 14 de abril de 1965, y el amplificador lo armó él mismo. Aprendió a tocar la guitarra eléctrica de forma autodidacta, interesándose sobre todo en la música afroamericana. Escribió un artículo sobre música de protesta para un periódico que editaban los hermanos Pujo, así hizo también artículos sobre rock y folk-rock.

La Biblioteca Lincoln quedaba enfrente del Di Tella y en esa época tenía una gran colección de discos, permanentemente le llegaban los nuevos, ahí lo conocí a Bob Dylan porque ya tenían sus primeros discos. Dylan fue el primer tipo que me impactó realmente. Yo ya no tengo ídolos, pero si tuviera sería Dylan. 

Los Beatles y los Rollings Stones también estaban dando vueltas por ahí, pero me resultaba mucho más denso e interesante todo el tema del blues, el folk y sobre todo el folk de protesta. [...] Me llevaba todo, Muddy Waters, Dylan, Judy Collins, Peter Paul & Mary, New Lost City Ramblers, Pete Seeger, Mike Seeger, mucho material folk, country, folk irlandés, y me lo tragaba, tanto blues blanco como blues negro, yo sabía un pedazo de folklore americano, en esa época era casi un erudito.
Claudio Gabis.

A comienzos de 1967 viajó con sus padres a Estados Unidos, regresando con más de cincuenta vinilos de folk, blues, música hindú y rock psicodélico, entre ellos Fresh Cream de Cream, Are You Experienced? de Jimi Hendrix y todos los discos publicados hasta entonces de Bob Dylan, muy difíciles de conseguir en esa época en Argentina, ya que la industria discográfica local era ajena al nuevo rumbo que tomaba el mercado mundial. Poco después formó Bubblin Awe, uno de los primeros grupos de estética psicodélica del país, que ensayaba en una casa del barrio de Caballito próxima a las vías del Ferrocarril Sarmiento.               
Muy cerca de allí también lo hacían sus amigos de El Grupo de Gastón, más orientado hacia el Beat. Gabis y sus compañeros de banda frecuentaban el Instituto Di Tella, donde se relacionaron con artistas plásticos, pintores y músicos, y también con ellos, gracias al apoyo de Armando Rapallo, jefe de celadores del Colegio Nacional de Buenos Aires, organizaron una serie de cuatro charlas sobre folklore estadounidense, rock, blues y música hindú. Junto a El Grupo de Gastón, Gabis grabó la guitarra distorsionada de la canción "Oasis", primer registro de esa banda.
En agosto de 1967, ambas bandas participaron en el happening del Instituto Di Tella "Beat Beat Beatles". Allí conoció al baterista, compositor y cantante Javier Martínez, recién incorporado a El Grupo de Gastón, también apasionado por el blues y el jazz. A partir de su amistad con Martínez, Gabis entró en contacto con la gente que frecuentaba La Cueva, iniciando una relación artística que daría buenos frutos profesionales más tarde. Gabis termina conociendo a Rocky Rodríguez, íntimo amigo de Javier Martínez, por ellos comenzó a conocer a la gente de La Cueva.

A [Alejandro] Medina lo conocí en una fiesta en lo del arquitecto Giesso, que en ese momento había rehabilitado una casa fantástica en San Telmo, en donde fui a tocar con Bubblin Awe y él tocó con los Seasons. Ahí nos dimos el teléfono y al poquito tiempo, Daniel organiza el "Beat Beat Beatles" en el Di Tella, donde participó, además de nosotros, el grupo donde estaba Javier Martínez. El escenario estaba en el medio, donde se hacían proyecciones, y un grupo tocaba de un lado y el otro del otro. En el primer ensayo yo toqué una frase de blues y él me contestó con la batería, nos presentamos mutuamente y nos hicimos amigos casi instantáneamente.
Claudio Gabis.

El antecedente inmediato a la gestación de la música de Tiro de Gracia que compuso más tarde Manal, se encuentra en un demo experimental registrado a principios de 1968, que grabaron Gabis, Javier Martínez (dos de los futuros miembros de Manal), Emilio Kauderer y Rocky Rodríguez en el estudio de grabación de Jorge Tagliani de la calle Cachimayo, en Primera Junta, de acotadas limitaciones técnicas, puesto que solo era capaz de registrar dos pistas. Gabis reservó sesiones de grabación en el estudio para probar que frutos podía traer la banda. De lo grabado solo se prensó un solo disco, que Gabis prestó a Pajarito Zaguri en 1969, y nunca logró recuperar.
En la misma época en que se realizaron las sesiones en el estudio de Tagliani, Martínez fue convocado para encarnar a "Paco", un personaje de Tiro de gracia, película basada en el libro homónimo de Sergio Mulet que estaba rodando el director Ricardo Becher. Durante la filmación, Martínez le comentó a Jorge Goldemberg -integrante del equipo que realizaba la película- que estaba formando un grupo musical que ya estaba registrando "algunas cosas interesantes". Goldemberg escuchó el disco y quedó impresionado con la música que contenía. 
Así se lo comentó a Becher, quien acudió al estudio de Tagliani para escuchar en las mejores condiciones posibles el material que Gabis, Martínez y sus compañeros habían grabado, decidiendo inmediatamente que fueran ellos los encargados de realizar la música de su film. Poco después, gracias también a la influencia de Goldemberg, Claudio y Javier fueron invitados a participar como músicos en el espectáculo teatral VietRock, en el teatro Payró. En esas instancias Gabis convenció a su compañero Martínez de llamar al bajista Alejandro Medina para integrarse al grupo, completándose allí la formación del futuro trío Manal.
A comienzos de 1968, invitado por Miguel Abuelo, Gabis grabó la guitarra eléctrica de "Diana divaga", primer sencillo de la formación original de Los Abuelos de la Nada. Miguel Abuelo le propuso integrar su banda, pero como planeaban formar con Martínez un grupo orientado hacia el blues y otros géneros de la música afroamericana, Gabis decidió no hacerlo, siendo sustituido por Norberto Pappo Napolitano, quien grabó "Tema en flu sobre el planeta", lado B de ese sencillo.

### Manal (1968-1971)

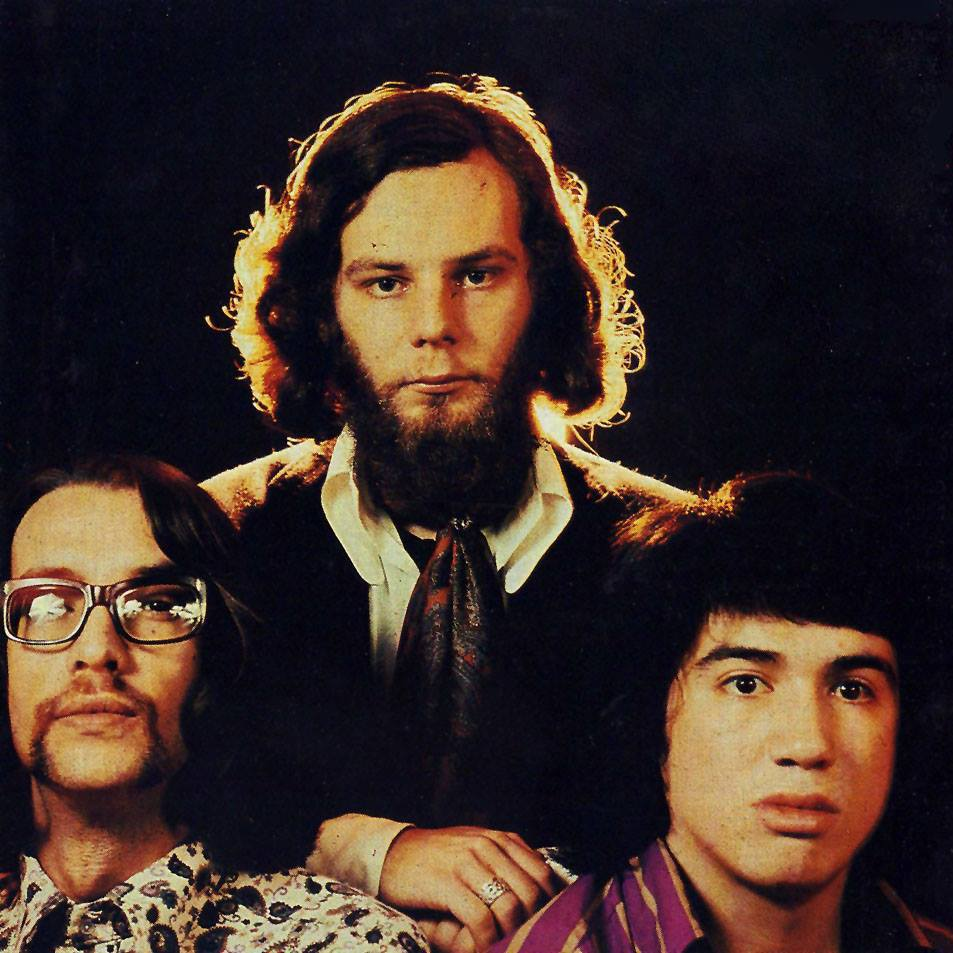
El grupo Manal: arriba Claudio Gabis, abajo Javier Martínez y Alejandro Medina.

El trío Manal entró en contacto con Jorge Álvarez (un empresario que había tenido gran éxito en el negocio editorial), a mediados de 1968 en la casa de la escritora Piri Lugones, cuyos hijos Carel y Alejandro, amigos de los manales, organizaron una reunión con el objetivo preciso de que la banda conociese a sus futuros productores. 
Fue en esa fiesta donde Claudio Gabis le presentó a Javier Martínez una base musical que había compuesto y un borrador con unas líneas para armar la lírica de una canción. Martínez creó allí mismo la letra definitiva en menos de una hora, y ambos la titularon "Avellaneda Blues". Álvarez, que presenció todo el proceso creativo, decidió impresionado que debía producir al grupo.
Pocos días después, Álvarez, Pedro Pujó, Rafael López Sánchez y Javier Arroyuelo fundaron Mandioca, con el eslogan "la madre de los chicos", primer sello del rock argentino, como una alternativa para aquellos grupos nacientes de rock que eran marginados por los grandes sellos discográficos. El sello Mandioca se lanzó el 12 de noviembre de 1968 con un concierto realizado en la Sala Apolo de la Calle Corrientes al 1300 (donde funcionó luego el cine Lorange), en el cual participaron Manal, Miguel Abuelo y la cantante Cristina Plate. El recital se realizó con equipos Fender prestados por Los Gatos, y al terminar Luis Alberto Spinetta, miembro de Almendra, subió al escenario diciendo "¿Se dan cuenta ustedes lo que empezó hoy? Hoy empezaron a terminar con la música comercial". Durante los meses siguientes el grupo realizó varias actuaciones en clubes de los suburbios de la ciudad de Buenos Aires.
Manal grabó su primer material (dos temas) en octubre del mismo año financiado por Mandioca. Álvarez presentó un demo a la multinacional discográfica CBS, pero fue rechazado. En virtud de ello, a finales de 1968, los productores decidieron publicarlo de forma independiente. Se trataba del primer sencillo de Manal: "Qué pena me das" con "Para ser un hombre más" como lado B. Era un disco extraño para la época, pues los temas superaban ampliamente el límite de tres minutos de duración impuesto por las radios y el sobre que lo contenía era un costoso tríptico de elaborada gráfica, cuyo autor era el dibujante Daniel Melgarejo. Pero en su segundo sencillo publicado a mediados de 1969, "No pibe" con "Necesito un amor", la banda logró un sonido más depurado y blusero, evidenciando una clara evolución técnica y de estilo en su interpretación.
La consagración llegó en el Festival Pinap, organizado a fines de 1969, cuando los asistentes invadieron el escenario del anfiteatro donde se realizaba (próximo a la actual Facultad de Derecho, hoy desaparecido), entusiasmados por la actuación del trío. Ese año la banda se había presentado con mucha frecuencia, logrando una justeza instrumental notable. 

Fue el día más glorioso de mi vida artística. A Javier se le rompió la batería, a Alejandro se le rompió el bajo, a mí se me rompió no se qué, pero seguimos tocando y la gente deliraba. Terminamos los tres cantando en un micrófono: Alejandro con la guitarra, Javier con los palillos y yo con la armónica y la gente delirando. Manal se consagró ese día, se hizo un grupo grande. Ese día entró a la historia.
Claudio Gabis.

El álbum Manal se registró, al igual que otros álbumes de rock de la época como Almendra y Los Gatos, en los Estudios TNT. La producción artística corrió por cuenta del grupo, los tres manales, quienes se encargaron de registrar todos los instrumentos: Javier Martínez en voz y batería, Claudio Gabis en guitarras eléctricas, armónica, piano y órgano Hammond, y Alejandro Medina en bajo eléctrico, voz, guitarra española y órgano Hammond. Gabis usó como distorsión para su guitarra eléctrica un magnetófono Geloso monoaural de uso hogareño. El álbum es conocido también como la bomba, porque su portada muestra la imagen de una bomba compuesta con las caras de los integrantes del grupo.
Así el trío Manal se convirtió en la primera banda en todo el mundo que compuso y canto blues en castellano. En las letras, compuestas en su mayor parte por Javier Martínez, se reflejan lugares y situaciones de Buenos Aires. Uno de los temas más emblemáticos es "Avellaneda Blues", compuesto por Gabis y Martínez, una acuarela del paisaje portuario e industrial del sur porteño.

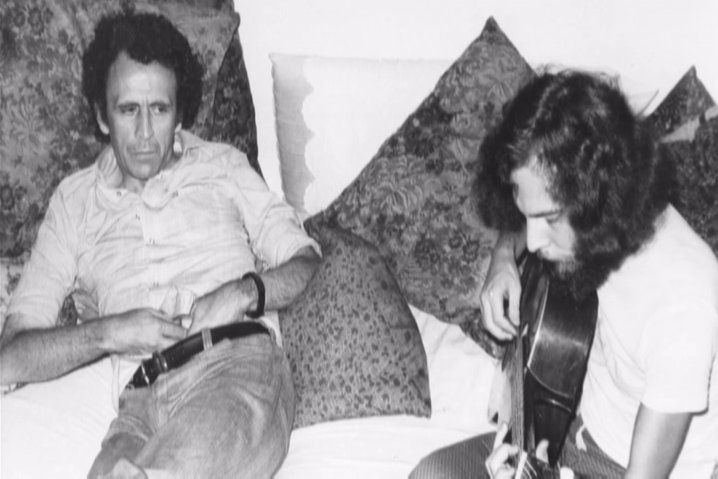
Jorge Álvarez y Claudio Gabis.

Entretanto, una "oportuna oferta" de RCA los convenció de emigrar a "una compañía importante" y Manal firmó con RCA y entró a los Estudios Ion para grabar nuevos temas. El primer sencillo fue "Elena"/"Doña Laura", y poco después salió su segundo álbum, El León (1971). La banda se disolvió a finales de ese mismo año.

### Billy Bond y La Pesada del Rock and Roll (1972-1973)
En 1971, después de un viaje a Brasil, durante el cual conoció a varios artistas brasileños (Caetano Veloso y Gilberto Gil, entre otros), Claudio Gabis se incorporó a Billy Bond y La Pesada del Rock and Roll, banda liderada por Billy Bond. En 1972 editó su primer álbum solista junto a los músicos de La Pesada, Claudio Gabis y La Pesada, además participa de la grabación de Vida de Sui Generis, y en la de Cristo Rock de Raul Porchetto. En 1974 edita Claudio Gabis junto, también a los músicos de La Pesada y con la participación de Charly García en teclados.
También participó en los álbumes solistas de otros miembros de La Pesada, Billy Bond, Alejandro Medina, Kubero Díaz y Jorge Pinchevsky, en la versión que el grupo realizó de La Biblia de Vox Dei, y en el último de la banda completa "Tontos", grabado después del fallido festival de rock en el cual resultaron dañadas las instalaciones del estadio Luna Park el 20 de octubre de 1972, debido al enfrentamiento entre las fuerzas del orden y el público asistente al concierto. Los incidentes comenzaron antes del recital y se desataron cuando La Pesada, único grupo que aceptó salir al escenario en tales circunstancias, inició su actuación con el tema de Gabis "Fiebre de la Ruta", que no pudo tocarse íntegro. Posteriormente, algunos medios atribuyeron los desórdenes a la conducta de Billy Bond en el escenario. En un artículo publicado en el diario ''Clarín'' el 21 de enero de 2006, Gabis guitarrista de la banda en esa época, describe así la situación:

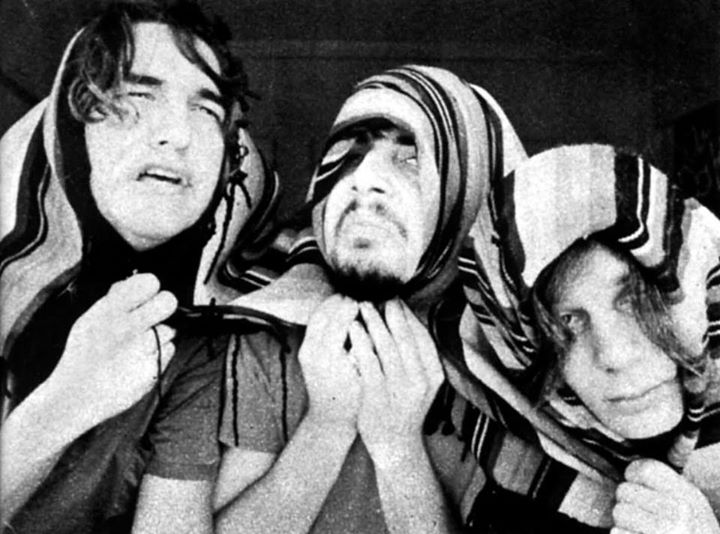
Edelmiro Molinari, Pappo y Claudio Gabis. Foto de José Luis Perotta para el reportaje de Sergio Makaroff en Revista Cronopios (1970).

Nuestra agonía, la de La Pesada, comenzó esa tan nombrada noche del Luna Park en que los chicos, provocados por las Fuerzas del Orden y los matones de Lectoure, arrasaron con las instalaciones del pugilístico estadio. Fuera de contexto, la famosa frase de Billy "Rompan todo" puede parecer una infeliz provocación, pero en su verdadero contexto, pasó que Billy –y todos nosotros- vimos como toda la gente que estaba allí se enfrentaba irracionalmente y como no había nada que hacer con ellos. ¡Estaban completamente chiflados, estaban muy mal!. Lo que Billy grito desesperadamente cuando vio que la violencia y la estupidez eran irrefrenables, fue algo así como:
-¡Esta bien, idiotas. Si todos ustedes son tan locos y tontos, entonces rompan todo!. Ni hacía falta decirlo... Como lamentablemente se comprobó poco después, en Argentina había muchos locos, demasiados tontos, y ya estaba todo roto...
Claudio Gabis.

### Exilio voluntario: Brasil y los Estados Unidos (1973-1985)

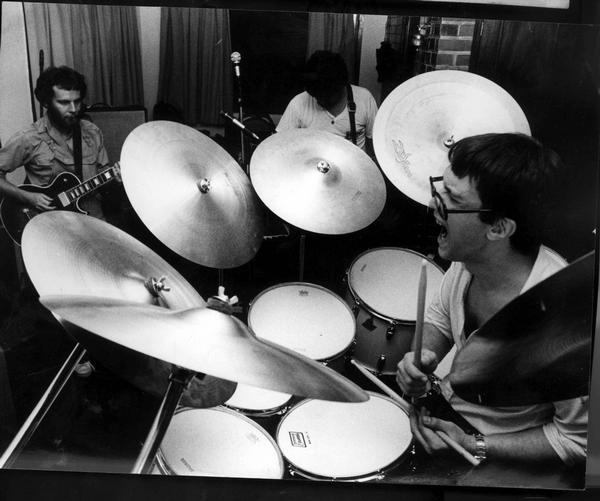
Claudio Gabis y Alejandro Medina en el fondo, Javier Martínez en batería, en la época de la reunión de Manal.

Luego de participar en el film Rock hasta que se ponga el sol, Claudio Gabis se radicó en Río de Janeiro, Brasil, donde se vinculó con el trompetista Marcio Montarroyos, junto a quien integró la banda del cantante Ney Matogrosso, acompañándolo en sus actuaciones y participando en la grabación de su primer álbum solista. En 1976, se trasladó a Boston, Estados Unidos, para estudiar en el Berklee College of Music. En 1977, de vuelta a Brasil, formó parte de la banda de jazz fusión Index, con la cual grabó y tocó en conciertos en diferentes ciudades brasileñas y en el Festival de Cascais en Portugal. Como Brasil en ese tiempo carecía de información sobre la docencia musical, la misma llegó por parte de profesores formados en instituciones extranjeras entre ellos, Gabis como profesor de guitarra con su formación en Berklee College of Music tuvo como alumnos a quienes serían prestigiosos músicos como Celso Fonseca, Ricardo Silveira, Torcuato Mariano, Paulinho Soledade entre otros.
En 1981, justo una década después de la disolución de Manal, Gabis participó en el reencuentro del trío que se realizó en Buenos Aires. En varios multitudinarios conciertos, el trío grabó un álbum en vivo y meses más tarde otro de estudio con temas inéditos (Reunión de 1981), presentándose además en otras ciudades del país. Durante ese periodo, que se prolongó hasta finales de 1981, volvieron a surgir divergencias entre los miembros del trío, por lo cual estos decidieron dar por terminada la reunión. Gabis retornó a Brasil, mientras que Medina y Martínez permanecieron en Argentina.

### Regreso temporal a Argentina (1985-1989)
En 1984 volvió a Argentina, donde impartió seminarios para diversas instituciones educativas, colaboró en revistas y programas de radio además compuso bandas sonoras de cine, teatro y danza. 
En 1985 formó el grupo La Nave, junto a Edgardo Fernández en bajo, Daniel Fernández en batería, y Osky Spac en armónica y voz con el cual registró un único disco "Cuenta Regresiva" para el sello Music Hall con la participación de Andrés Calamaro en teclados. 
Ese mismo año recibió, como miembro del trío Manal, el Diploma al mérito de la Fundación Konex. Participó como invitado en álbumes de varios artistas, entre ellos Como conseguir chicas de Charly García.

### Mudanza a Madrid (1989)
En 1989, Claudio Gabis se radicó en Madrid, España y se incorporó a la Escuela de Música Creativa, institución dedicada a la enseñanza de jazz y música moderna, ocupando en el 2000 el cargo de Director hasta su alejamiento en 2003. Paralelamente lideró los grupos Noches de blues y el Claudio Gabis Cuarteto, dedicado al jazz fusión, que se presentó en el Festival Internacional Mardel Jazz, en 1993.
Su disco solista Convocatoria I (1995), producido por Alejo Stivel, donde participaron como invitados León Gieco, Horacio Fontova, Joaquín Sabina, Charly García, Ricardo Mollo, Andrés Calamaro, Teddy Bautista, Fito Páez, Luz Casal, Claudia Puyó y Pedro Guerra, entre otros, fue presentado en El Roxy, Buenos Aires, junto a Charly García, León Gieco y Alejandro Medina. En 1997 editó un segundo volumen con temas grabados en la misma época, y en 2000 un álbum doble que incluye el material de ambos volúmenes y dos canciones adicionales grabadas junto a la Mississippi Blues Band. La portada e interior del álbum fueron realizadas por el artista gráfico Rocambole (Ricardo Cohen).

### Actualidad
En 2006, Gabis participó en el "Concierto Celebración de la Independencia Argentina", en la Sala Heinneken, Madrid, junto a Ariel Rot e invitados. El evento fue auspiciado por la Embajada Argentina.

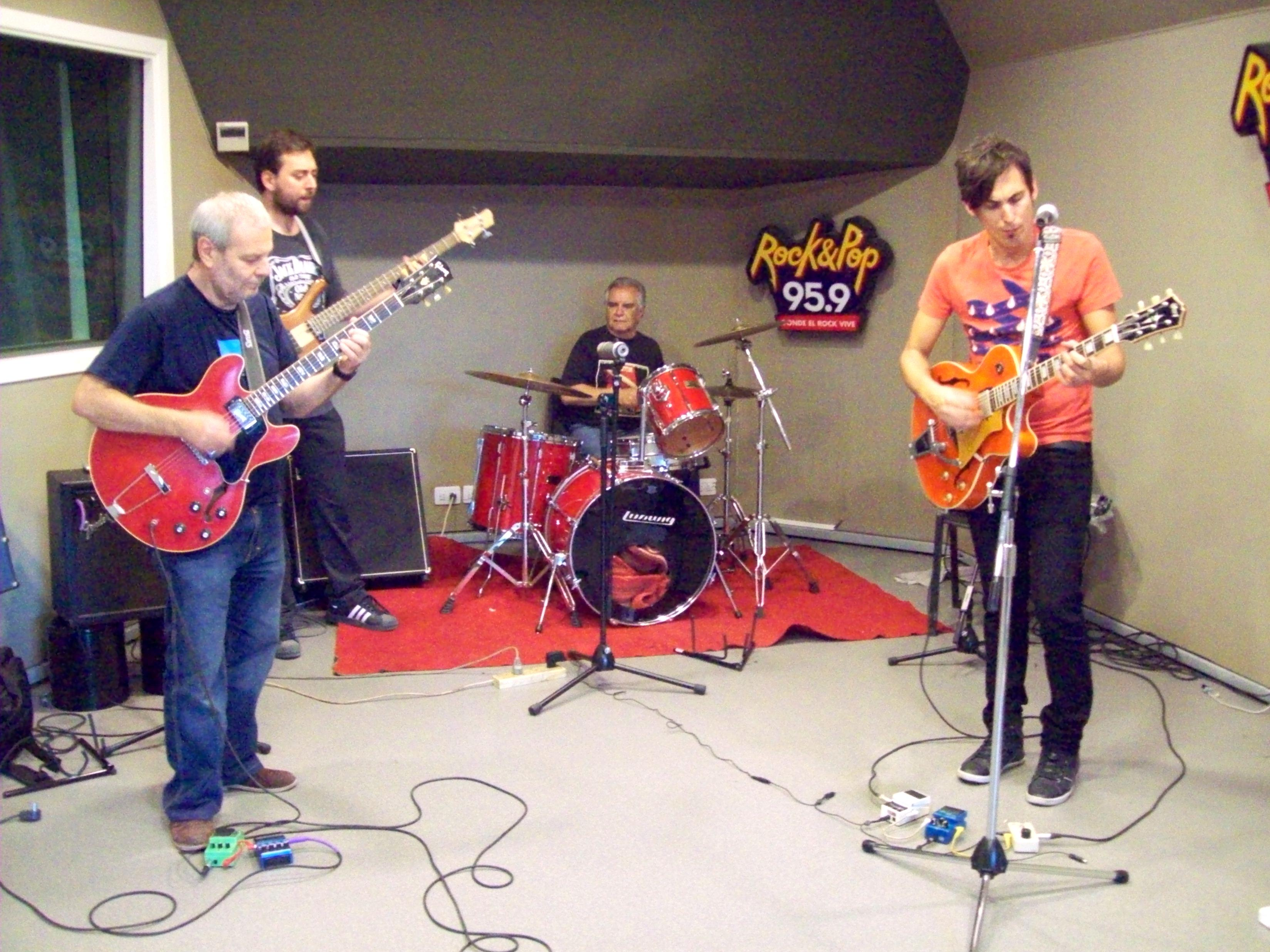
Claudio Gabis tocando para la Rock & Pop.

En 2007 actuó en el Festival de Jazz de Buenos Aires, en el Teatro ND Ateneo, y ofreció un recital en el Salón Blanco de la Casa Rosada, sede del gobierno argentino, con la participación de León Gieco, Claudia Puyó, Leo Sujatovich, Jorge Senno y Ciro Fogliatta, entre otros invitados. El concierto fue organizado por la Presidencia de la Nación.
El 27 de noviembre de 2008 Claudio Gabis celebró su cuadragésimo aniversario de su carrera musical con un concierto en la Casa de América de Madrid, con la participación de Ariel Rot, Andy Chango, Marcelo Champanier y Leonor Marchessi, entre otros. El concierto fue auspiciado por la Casa de América y la Embajada Argentina.
A partir de 2012 Gabis comenzaría a visitar Argentina año a año realizando giras por el Gran Buenos Aires y el interior del país. La primera de ellas se llevó a cabo entre el 12 de octubre al 15 de noviembre de 2012, tocando en Ramos Mejía, Concordia, Villa Ramallo, La Plata y Mendoza (en esta última con Alejandro Medina). También impartió un taller de blues en Rosario.
El 7 de abril de 2013 Gabis brindo un concierto en Plaza Alsina, Avellaneda por el 161º aniversario de la ciudad y con el objetivo de juntar donaciones para las víctimas del temporal que azotó a la ciudad de La Plata unos días antes. El recital, al que concurrieron más de 7000 personas contó con la participación de la orquesta Sinfónica de Avellaneda, León Gieco -quien abrió el evento- Claudia Puyó, Alejandro Medina, Jorge Senno, Ricardo Tapia y Ciro Fogliatta.
Entre octubre y diciembre de 2013, en nueva gira por Argentina, tocó en el programa de televisión Duro de domar, brindó un concierto en el Aula Magna del Colegio Nacional de Buenos Aires, hizo grabaciones para las radios Rock & Pop y Vorterix, realizó cursos y conciertos en las provincias de Buenos Aires, Río Negro y Córdoba, participó en la gala y concierto en el Teatro Colón en celebración del 150.º aniversario del Colegio Nacional Buenos Aires y se presentó en varias ciudades de la provincia de Entre Ríos, donde brindo clínicas musicales y conciertos, visitó el Museo de la Colonización de Villa Domínguez, localidad de donde son oriundos sus padres y ofreció un concierto en la Casa de la Cultura de la ciudad de Paraná. En diciembre de ese mismo año se reeditó Convocatoria en álbum doble, esta vez con veintiséis canciones. Se adicionaron los temas "Mudanzas" y "Esto se acaba aquí", el primero se trata de un rock and roll de fines de los años 80, y el segundo es una canción compuesta originalmente en 1973, pero recientemente regrabada con la adición de una nueva estrofa.
Desde 2012, dirige y conduce el programa "La Cofradía del Blues" en Radio Círculo de Madrid (FM 100.4 MHz), donde se emiten blues de artistas de diferentes épocas, se narra sus historias, se hacen entrevistas a músicos contemporáneos y se realizan actuaciones en vivo.
Luego de treinta y cuatro años desde su reunión en 1980, los tres componentes de Manal, Alejandro Medina, Claudio Gabis y Javier Martínez, se reunieron el 1 de octubre de 2014, convocados por el productor Jorge "Corcho" Rodríguez para brindar un concierto privado en la inauguración del pub Red House, ubicado en las instalaciones de su productora La Roca Industrial. Tanto los ensayos como otros eventos derivados de la histórica reunión, como el propio concierto, fueron íntegramente registrados de forma audiovisual.
En mayo de 2015 Gabis fue galardonado con el Premio Konex de la Música Popular, en la categoría "Instrumentista".
El 5 de octubre de 2016, la productora La Roca Industrial organizó un encuentro en el Teatro Vorterix denominado "Red House Vivo", en el cual participaron cerca de 50 importantes músicos de rock y blues para rendir homenaje al rock argentino y al músico y guitarrista Pappo. Manal, sin ser anunciado previamente, volvió a juntarse, interpretando sólo dos temas al final del show. El 7 de octubre, Gabis, Medina y Martínez junto a Jorge "Corcho" Rodríguez, ofrecieron una rueda de prensa junto a Pipo Lernoud para anunciar públicamente el lanzamiento de un CD/DVD conteniendo los materiales audiovisuales registrados antes y durante el concierto realizado en 2014. Finalmente, el CD+DVD salió a la venta en diciembre de 2016 bajo el nombre Vivo en Red House.
En su última gira de principios de 2017 tocó 28 conciertos, brindó 12 clínicas, un seminario y master class en un periodo de dos meses. Algunas de las localidades que visitó fueron Buenos Aires, Burzaco, Santa Rosa, Córdoba, Esquel, Corrientes, Formosa y Olavarría.
También en 2017 Gabis grabó una versión de su tema "Más allá del valle del tiempo" para el largometraje Necronomicón: el libro del infierno de Marcelo Schapces.
Durante 2023 fue homenajeado por la Biblioteca del Congreso de la Nación como personalidad destacada de la música y la cultura argentina. Ese mismo año tocó en el CCK en el marco de una nueva edición del ciclo Trayectorias, Gabis brindó un concierto donde interpretó obras propias como de los principales autores del rock argentino Manal, Pappo, Los Gatos y La Pesada del Rock and Roll.

## Actividades pedagógicas
Ya en tiempos de Manal, su disposición a enseñar indujo a muchos jóvenes músicos a tomar clases con él, contándose entre ellos los hermanos Sergio y Eduardo Makaroff, Leo Sujatovich y Ariel Rot. Esta inclinación se consolidó cuando en 1970 el guitarrista conoció a la musicóloga y pedagoga Violeta Hemsy de Gainza quien lo introdujo en la metodología de la educación musical y lo animó a desarrollar esa faceta de su vocación de forma seria y sistemática. Desde entonces, Gabis desarrolló una permanente actividad en el campo educativo, impartiendo seminarios y colaborando con publicaciones e instituciones especializadas en la enseñanza de la música moderna. En 1989, ya radicado en Madrid, Gabis se volcó más aún a esta actividad, hecho que se plasmó en los trece años que estuvo al frente de la Escuela de Música Creativa de Madrid, en los cinco que dedicó a la escritura del libro Armonía Funcional, y en los cursos que impartió en España, Argentina, Brasil y otros países, auspiciados por entidades como AIE (Asociación de Intérpretes y Ejecutantes) y SGAE (Sociedad General de Autores y Editores). Asimismo, desde 2000 a 2003, presidió la Comisión Pedagógica de EMMEN (European Modern Music Education Network), institución que reúne a escuelas de música moderna de Europa.

## Legado
Gabis es citado frecuentemente como uno de los mejores guitarristas de rock de Argentina. La revista  Rolling Stone de Argentina lo posicionó en el quinto puesto entre los mejores guitarristas argentinos.
El músico argentino Luis Alberto Spinetta ha comentado:

Claudio Gabis fue el primero que me enseñó la escala de blues. Yo mamaba mucho de Edelmiro Molinari, que era un estudioso de la guitarra, pero también de la forma simple, expresiva, de tocar blues de Claudio. Él era un maestro de jazz para mí. Le daba mucha bola [darle mucha bola en la jerga argentina se refiere a prestarle mucha atención a algo], lo escuchaba atentamente a Gabis y trataba de tocar con su sonido. "Préstame la viola, Claudio, para ver cómo suena esta distorsión..." Él usaba un grabador Geloso para distorsionar y para nosotros era un innovador. Era un guitarrista terrible, y hoy por hoy también lo es, hay pocos tipos con ese buen gusto. De ahí hereda, a lo mejor, David Lebón, que es otro gran violero. Eran tipos cuyo estilo estaba a mucha distancia de donde estábamos nosotros.

## Curiosidades
Al igual que otros músicos como Rod Stewart, Johnny Cash, Frank Sinatra y Neil Young, Claudio Gabis es ferroaficionado. Esto es, colecciona objetos e investiga sobre temas relacionados al ferrocarril. Tiene en su casa un modelo de ferrocarril a escala.

## Guitarras
- Superton
- Fender Telecaster: Custom, Maple Neck 1968 (con Manal ambos álbumes).
- Repiso 1962: (con Manal, ambos álbumes)[68]
- Gibson SG Les Paul Red: 1961 (con Billy Bond y La Pesada del Rock and Roll y Ney Matogrosso).
- Gibson ES-335 Red Wine: 1972 (con Index, Convocatoria, etc).
- Les Paul Artist, Sunburst: 1980 (Reunión, con Manal, etc).
- Fender Stratocaster Eric Clapton, Black 1996 (con varios artistas).
- Ibanez AF125, 2011 (con varios artistas).

## Discografía
Con Manal
Para la lista completa ver:

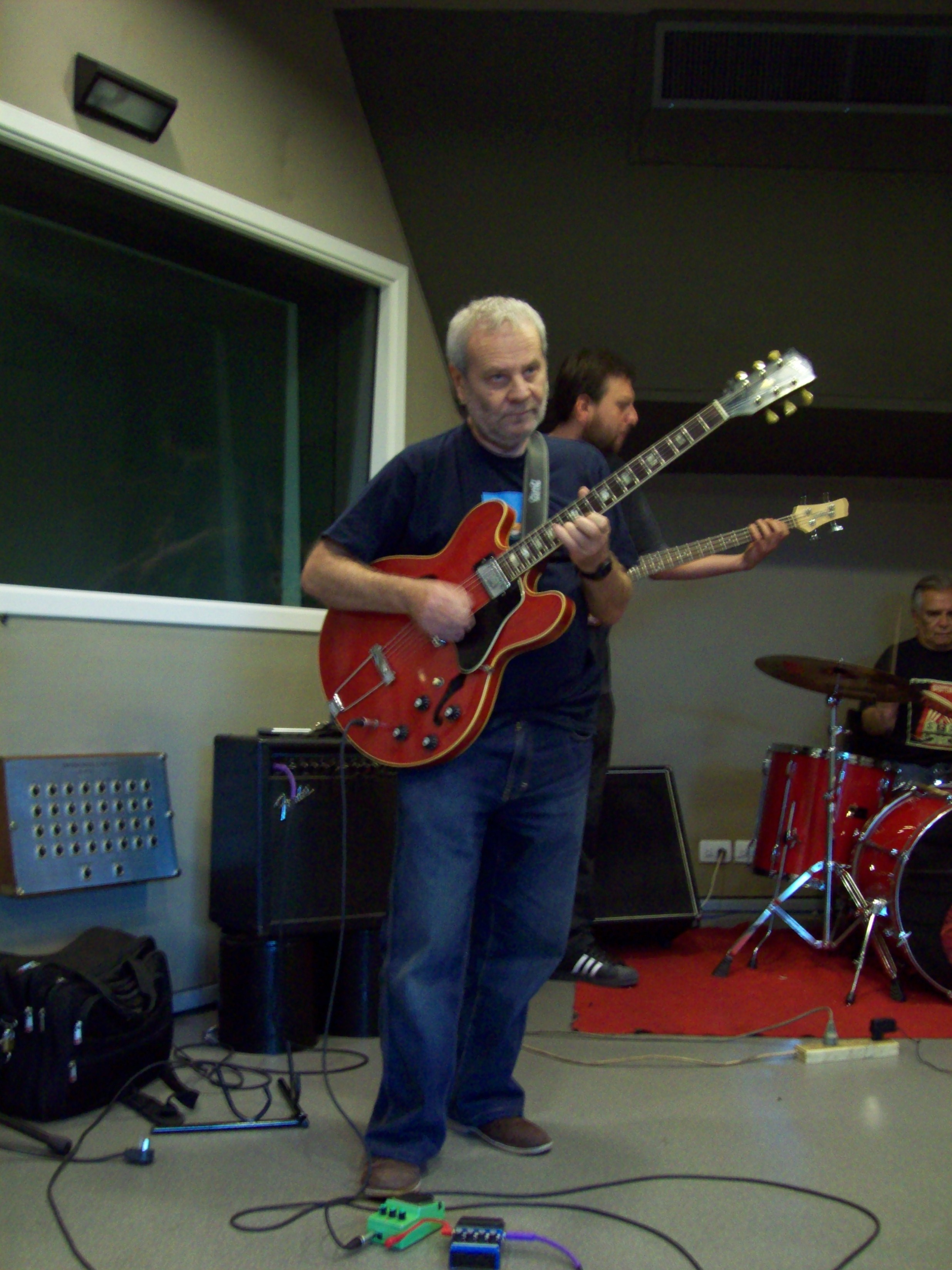
Claudio Gabis en 2013.

- Manal, Mandioca (1970) (reeditado por Sony en CD y Vinilo).
- El León, RCA/1971(reeditado por Sony en CD y Vinilo).
- Reunión, CBS (1981) (reeditado por Sony en CD y Vinilo)..

Billy Bond y La Pesada del Rock and Roll
- Tontos (Operita), Music Hall (1972).
- Jorge Pinchevsky, su Violín Mágico y La Pesada, Harvest/EMI (1973).
- Kubero Diaz y La Pesada, Music Hall (1973).
- Billy Bond y La Pesada del Rock and Roll Volumen 4, Music Hall (1973).
- Alejandro Medina y La Pesada, Music Hall (1974).
- La Biblia, con el Ensamble Musical de Buenos Aires, Talent/Microfón (1974).

Solista
- Claudio Gabis y La Pesada, Microfón (1973) (reeditado por Sony-BMG en CD y Vinilo).
- Claudio Gabis, Microfón (1974) (reeditado por Sony-BMG en CD y Vinilo).
- Claudio Gabis y La Selección, Convocatoria I, Warner/1995.
- Claudio Gabis y La Selección, Convocatoria II, Warner/1997.
- Claudio Gabis Convocatoria, álbum doble, dos bonus tracks con La Mississippi, DBN/2000.
- Claudio Gabis en el Salón Blanco, Presidencia de la Nación, DVD 2007.
- Convocatoria, reedición álbum doble, dos bonus tracks grabados en Madrid, Fonocal 251/2 2013.
- Claudio Gabis en vivo en MJ Pub, MJ Records/Fonocal 973/2014.

La Nave
- Cuenta regresiva, MH/1987

Colaboraciones con otros artistas
- El Grupo de Gastón, "Oasis" primer LP, CBS, 1968.
- Los Abuelos de la Nada, "Diana divaga", primer simple CBS. 1968
- Ciro Fogliatta, "Música para el amor joven" LP RCA, 1969.
- Moris, "Treinta minutos de vida", LP Mandioca. 1970
- Johnny Tedesco, "Gata de la piel oscura", simple, RCA, 1970.
- Raúl Porchetto, "Cristo Rock", LP, Microfón, 1972.
- Sui Generis, "Vida", LP, Microfón, 1973.
- Donna Caroll, LP, Microfón, 1973.
- La Banda del Paraíso RCA, 1973.
- David Lebón, "David Lebón", primer LP, Microfón/1973.
- Ney Matogrosso, primer LP, Continental Brasil, 1975.
- Marcos Resende e Index, primer LP, Phillips Brasil, 1978.
- Marcos Resende e Index, "Projeto Trindade", Film y LP, 1978.
- Charly García, "Cómo conseguir chicas", LP.
- Miguel Abuelo, "Buen día, día", LP.
- Charly García, "La hija de la lágrima", LP.
- Charly García, "El aguante", LP.
- Los Lunes, LP
- David Broza, "Isla Mujeres", LP, DRo (Warner) 2000.
- "Dana", LP
- Alex de la Nuez, LP
- Cristina del Valle, "El Dios de las Pequeñas Cosas, LP EMI 1999.
- Ciro Fogliatta and The Bluesmakers, Live at Barcelona LP Sara Records.
- Ciro Fogliatta, "Miss Parrot", LP Melopea 2003.
- Antonio Birabent, LP Subterfuge Recordsa 2000.
- Pajarito Zaguri, "En el 2000 también", LP Utopía 2000.
- Pajarito Zaguri, El Mago de los Vagos, LP Utopía.
- Claudio Tadei,"Para el Sur el Norte está lejos", LP.
- León Gieco, "Por Partida Doble", LP, EMI 2001.
- "Al Maestro con Cariño, Homenaje a Spinetta", LP, Sony-BMG.
- Jorge Senno, "Barraca Peña". LP Docksound Records 2001.
- Jorge Senno, "Blues desde el fin del mundo", LP Docksound Records 2006.
- Ñaco Goñi, "Blues con los Colegas", LP NG 2006.
- José Luis Pardo & The Mojo Workers, LP 2007.
- Joe Vasconcelhos, LP Discos Autor (SGAE), 2009.
- Andrés Calamaro, "Andrés", DVD, Warner 2009.
- Javier Vargas Blues Band, "Comes Alive with Friends", DVD 2009.
- "Guardado en la Memoria, Homenaje a León Gieco", 2009.
- Andrés Calamaro, "On the Rocks", DVD, Warner 2010.
- Marcelo Champanier, "Tiempo y Distancia", CD, independiente 2012.
- Gustavo Gregorio, "Rock Argentino en Estado Sinfónico", CD, Grammers 2016.
- Acuamono, "Las Reglas del Circo", CD, Independiente 2017.
- Claudio Kleiman, "Era Hora", Discos 300 2018.
- Miguel Cantilo, "Día de Sol", Che Discos 2019.
- Bonzo Morelli, "La vida en Blues", Típica Records 0505-02 2019.
- Pablo Read, "Algunos días", Independiente 2023.